# أحدوبة ألوية
الأُحْدوبَةُ الأَلَوِيَّةُ لعظم الفخذ (باللاتينية: Tuberositas glutaea femoris) هي الحَرْف الوحشي (الخارجي) للخط الخشن لعظم الفخذ (بالإنجليزية:  linea aspera)‏ الذي هو شديد الخشونة، ويمتد رأسياً شبه عموديا صعودا إلى قاعدة المدور الكبير. غالبا ما يمتد الجزء العلوي إلى قمة خشنة مستديرة على شكل حديبة مدوّرة أكثر أو أقل وضوحا، هي المدور الثالث ، الذي يكون أحياناً مكتمل النمو .
يرتكز في الأحدوبة الألوية جزء من العضلة الألوية الكبرى (بالإنجليزية: Gluteus maximus muscle)‏.

## صور اضافية

رسم متحرك دوار يبين العضلة الألوية الكبرى حصرياً باللون الأحمر. الأحدوبة الألوية تقع عند ارتكاز العضلة الألوية الكبرى على عظم الفخذ الأيمن.
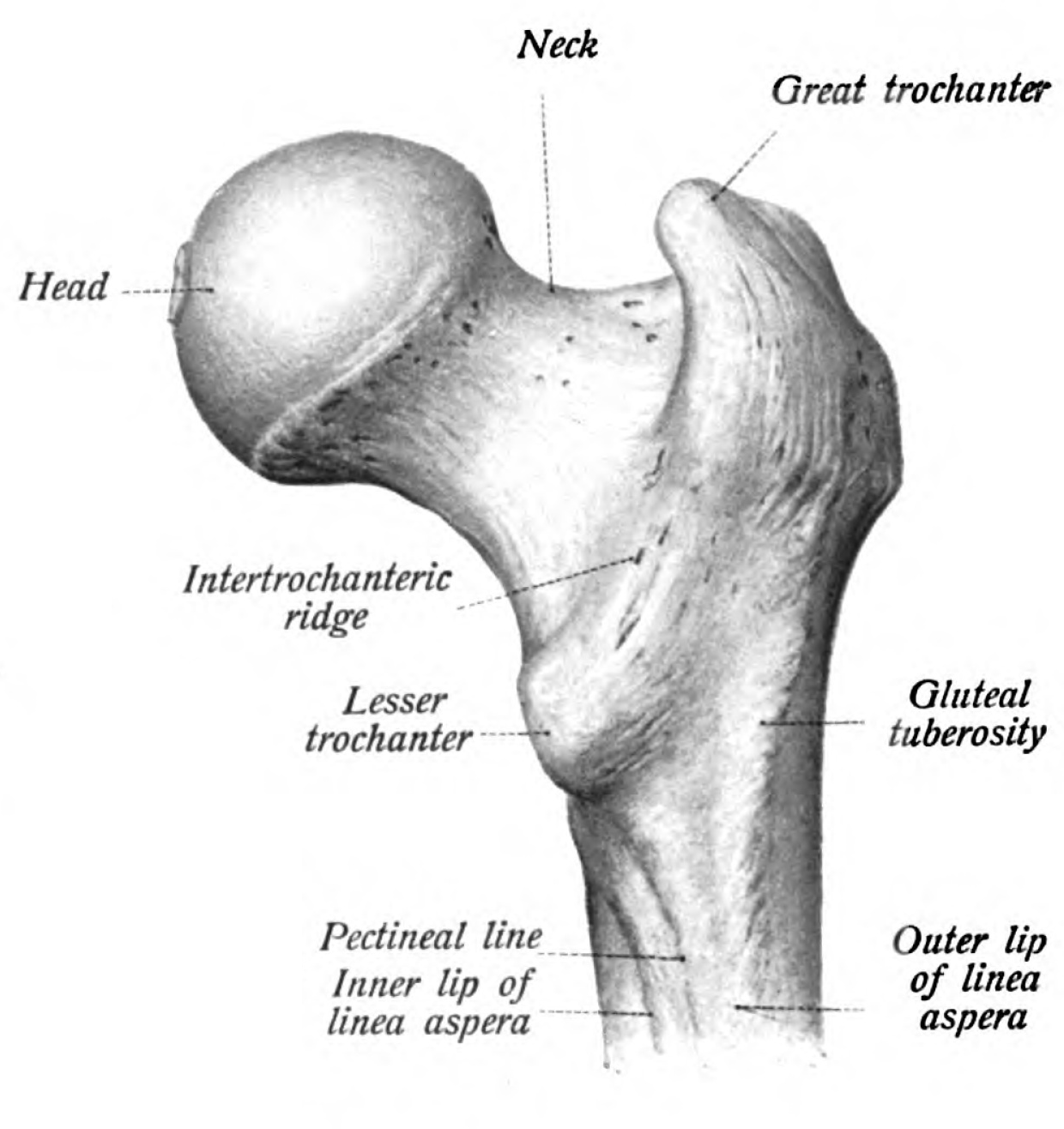
الجزء العُلوي من عظم الفخذ اليُمنى (رأس عظم الفخذ)، رؤية خلفية.